# Freyella heroina
Freyella heroina är en sjöstjärneart som beskrevs av Percy Sladen 1889. Freyella heroina ingår i släktet Freyella och familjen Freyellidae. Inga underarter finns listade i Catalogue of Life.